# Carnivores: Ice Age
Carnivores: Ice Age è un videogioco di tipo sparatutto in prima persona della serie Carnivores, pubblicato il 15 gennaio 2001 per Microsoft Windows dalla WizardWorks Software. Nel gennaio 2011 è stato distribuito per iOS
Il gioco si svolge nell'era glaciale, in cui ci sono animali dell'epoca che sostituiscono i dinosauri, come lo smilodon o il rinoceronte lanoso.

## Animali
- Brontotherium
- Cinghiale preistorico
- Metriochoerus
- Canis dirus
- Rinoceronte lanoso
- Megaloceros
- Diatryma
- Titanis
- Archeopteryx
- Smilodon
- Doedicurus
- Mammut lanoso
- Indicotherium
- Orso delle caverne
- Hyaenodon
- Andrewsarcus
- Yeti (animale bonus)